# Julian Aaron Cook
Julian Aaron Cook (Mount Holly (Vermont), 7 oktober 1916 - Columbia (South Carolina), 19 juni 1990) was een Amerikaanse officier. Hij werd op 8 oktober 1945 bij Koninklijk Besluit door koningin Wilhelmina benoemd tot Ridder in de Militaire Willems-Orde.
Majoor Julian Aaron Cook was commandant van het 3rd Batallion, 504th Parachute Infantry Regiment, 82nd Airborne Division, een luchtlandingseenheid die tijdens Operatie Market Garden met parachutes afdaalde. De succesvolle Waaloversteek op 20 september 1944 werd onder zijn leiding uitgevoerd.
Tijdens de gevechten van de 82ste Airborne Division in het gebied van Nijmegen in de periode van 17 september tot 4 oktober 1944 heeft Julian Aaron Cook zich, zo vermeldt het Koninklijk Besluit, "tijdens de gevechten van de 82ste Airborne Division in het gebied van Nijmegen in de periode van 17 September tot 4 oktober 1944 onderscheiden door het bedrijven van uitstekende daden van moed, beleid en trouw. Daarbij herhaaldelijk blijk gegeven van buitengewone plichtsbetrachting en groot doorzettingsvermogen, en (hij is) in alle opzichten een zeer loffelijk voorbeeld, een inspiratie geweest voor allen in die roemvolle dagen".

## Onderscheidingen en eerbetoon
- Distinguished Service Cross[1]
- Legion of Merit
- Bronze Star Medal
- Purple Heart
- Ridder der vierde klasse in de Militaire Willems-Orde op 8 oktober 1945[2][3]

Op 19 september 2022 werd ter ere van Cook een plaquette onthuld op een (naar hem genoemd) appartementencomplex aan de Theo Dobbeweg in Lent.

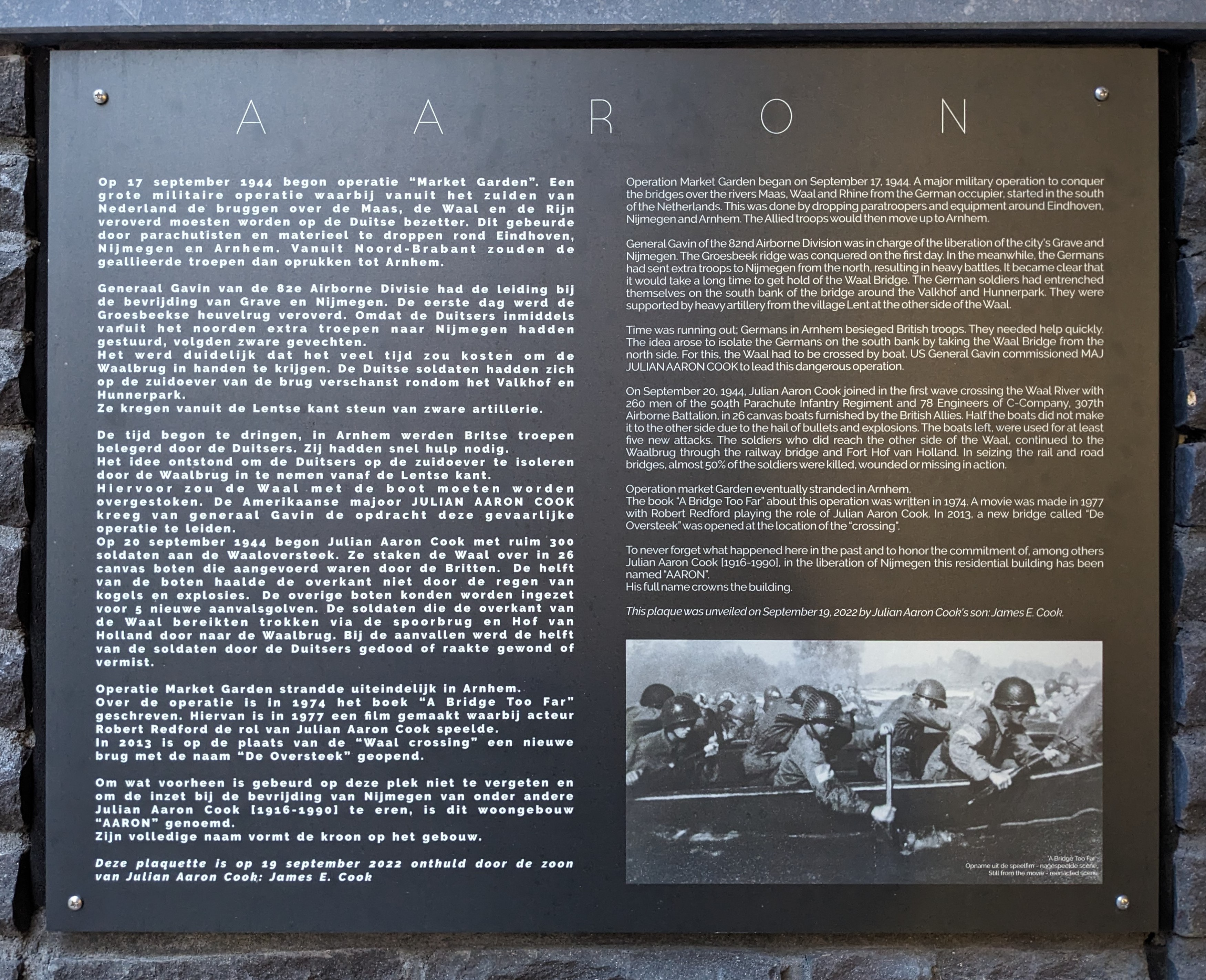
Plaquette
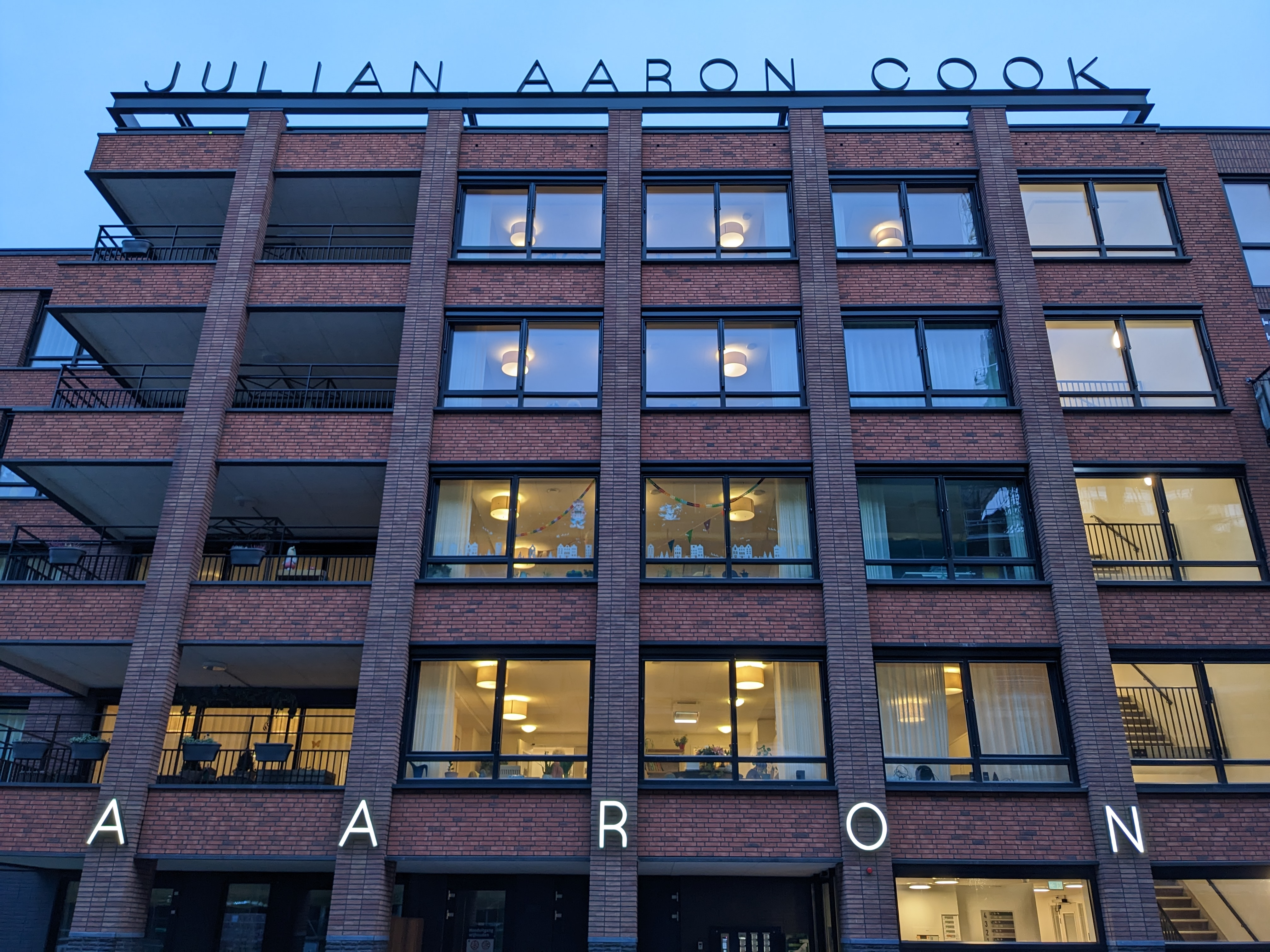
Appartementencomplex

Charles Billingslea · Robert C. Blankenship · Charles King Boyd · Julian Aaron Cook · Daniel Frank Elam · Edward Simons Fulmer · Wesley Harris · Glenn Jonas · William Kero · Harry William Osborn Kinnard · Paul Lester · Joseph Myers · Herbert Edgar Schulman · Maxwell D. Taylor · Dewitt S. Terry · Reuben Henry III Tucker · Waverly W. Wray